# Terminalia vitiensis
Terminalia vitiensis är en tvåhjärtbladig växtart som beskrevs av Albert Charles Smith. Terminalia vitiensis ingår i släktet Terminalia och familjen Combretaceae. Inga underarter finns listade i Catalogue of Life.